# تاکدا نوبوزانه
تاکدا نوبوزانه ((به ژاپنی: 武田信実 Takeda Nobuzane); دهه ۱۵۳۰ – ۲۹ ژوئن ۱۵۷۵) یک سامورایی و برادر ناتنی تاکدا شینگن بود.